# Tebirkes

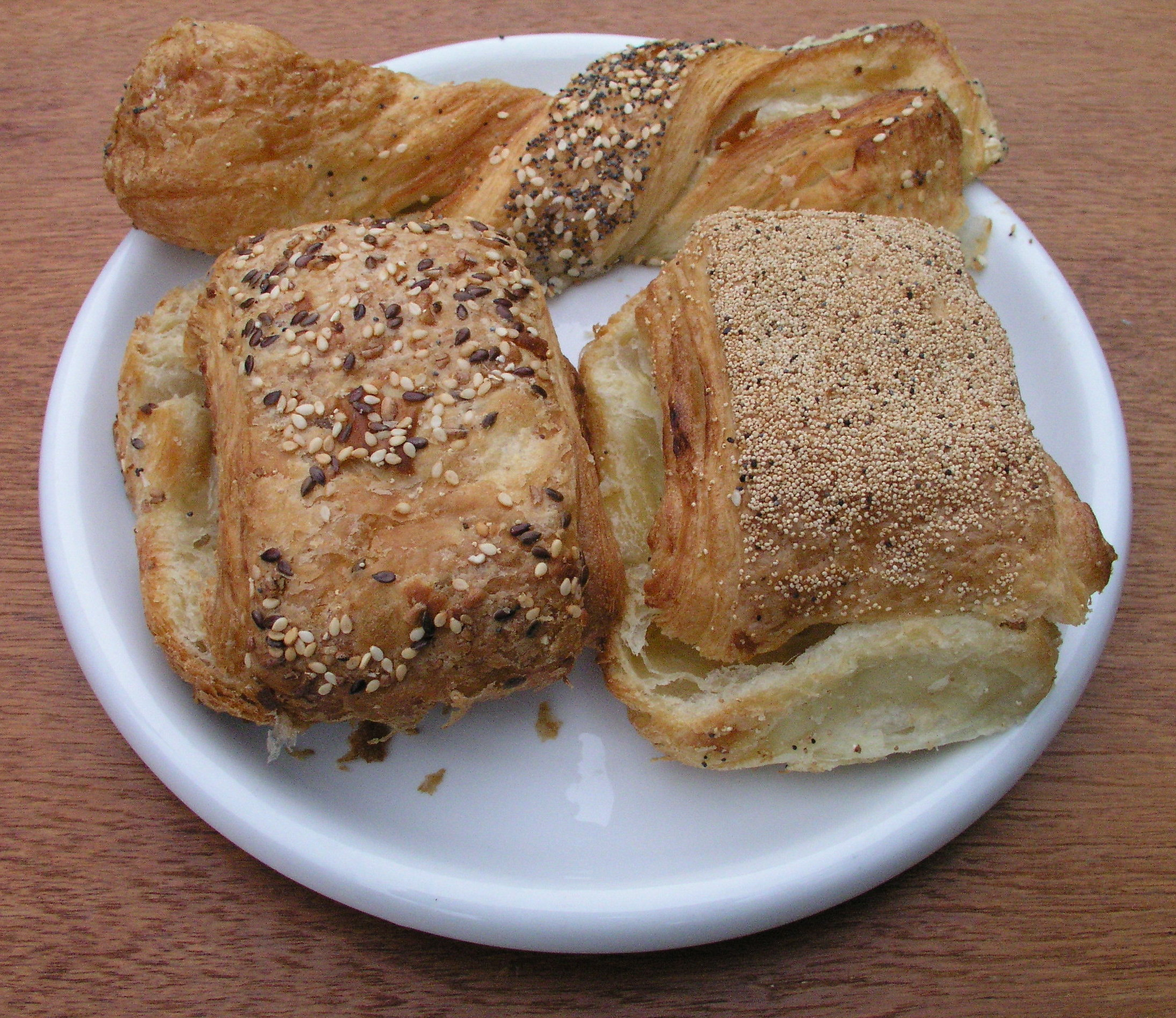
Grovbirkes (vorne links), Tebirkes (vorne rechts) und Frøsnapper (dahinter)

Tebirkes (in Jütland und auf Fünen auch Københavnerbirkes) ist ein dänisches Frühstücksgebäck in Wienerbrød-Art aus Plunderteig (Butter, Mehl, Salz, Wasser/Milch), bestrichen mit verquirltem Ei und Zucker und bestreut mit Mohn. Es existiert auch in einer Variante mit Remonce (Butter, Marzipan, Zucker), die der Füllung eine karamellartige Konsistenz verleiht.

## Varianten
Zum Tebirkes existieren zahlreiche Varianten und Bezeichnungen:
- Birkes – ohne Remonce
- Grovbirkes – ohne Remonce, aus Grahammehl oder groben Kernen
- Tebirkes – mit oder ohne Remonce, auch Smørbirkes genannt.
- Chokoladebirkes – Tebirkes mit Schokolade
- Ostebirkes – Tebirkes mit Käsefüllung
- Havrebirkes – Grovbirkes auf Haferbasis

Der Teig für Tebirkes kann auch zu Croissants verarbeitet werden. Wird dieser Teig langgestreckt und vor dem Backen verdreht, wird das entstandene Gebäck als Frøsnapper bezeichnet.

## Ursprung
Birkes (oder berkes) ist ein altes dänisches Wort für ein aus Weizenmehl gebackenes und mit Mohnsamen bestreutes Brot, wie auch für die Mohnsamen selbst. Ursprünglich wurde damit ein jüdisches Sabbatbrot bezeichnet.